# Mario y Sonic en los Juegos Olímpicos Río 2016
Mario & Sonic en los Juegos Olímpicos Río 2016 (en inglés: Mario & Sonic at the Río 2016 Olympic Games), es un videojuego perteneciente al género de deportes, dentro de la serie Mario y Sonic en los Juegos Olímpicos, está disponible para las consolas Nintendo 3DS, Wii U y para máquinas recreativas arcade, en este se unen personajes de las Franquicias de Mario Bros de Nintendo y Sonic el Erizo Sega para participar en los Juegos Olímpicos de verano de 2016.

## Jugabilidad
Con un lanzamiento confirmado para las consolas Wii U y 3DS, el videojuego reúne a personajes de las series de Mario Bros y de Sonic el Erizo disputando gran variedad de eventos olímpicos, que serán ubicados en Río de Janeiro, la sede de los Juegos Olímpicos de verano de 2016. El juego utiliza las figuras amiibo para sus distintos modos de juego.
Mario & Sonic en los Juegos Olímpicos Río 2016 puede ser jugado en modo un jugador, y tiene modo multijugador para hasta cuatro jugadores, con apoyo de red en la versión 3DS. Las funcionalidades en línea del juego permiten a los jugadores subir sus récords, y participar en Clasificaciones.

### Modos

#### Versión para Nintendo 3DS
- Modo Historia: Al principio del juego, después de que su Mii (personaje) llega a la ciudad olímpica, es necesario elegir entre el equipo Mario o el equipo Sonic, siendo una elección determinante ya que influenciará los tipos de deportes en los que haya que entrenarse y competir. Después de que concluya el modo historia, puede ser obtenido el traje de Mario o el de Sonic para el personaje del jugador.[14]

- Pocket Marathon (Full Marathon en Japón): En esta modalidad, se debe caminar o correr literalmente los 42,195 km para concluir una maratón, para lo cual es necesario dejar el 3DS en modo de espera o llevándolo para pasear en el mundo real. Cada paso hecho en el mundo real corresponde a un metro del juego, es decir, se tendrán que caminar 42.195 pasos para llegar al final del maratón. Conforme progrese en este modo, serán liberados varios trajes para mejorar el rendimiento del Mii. En caso de que se encuentren con otros jugadores de 3DS durante la caminata, otros personaje pueden ser añadidos al modo "Full Marathon" a través de la funcionalidad StreetPass para que se puedan ayudar entre ellos.[14]

- Road to Rio 2016 ( Champions Road en Japón): El jugador puede entrenar a su personaje para que pueda obtener un mejor rendimiento en los eventos deportivos del juego. Entrenando en la "Champions Road", puede ganar Puntos de Entrenamiento (Training Points), que al ser acumulados harán que el personaje aumente de nivel y pueda utilizar mejores equipamientos (incluyendo un palo de golf Chain Chomp, por ejemplo). Es posible vestir al personaje con más de 270 trajes diferentes (incluyendo personajes de Nintendo, sambista, pirata e incluso un uniforme brasileño). Puede adquirir nuevos trajes y equipamientos en tiendas dentro del juego utilizando Apples (manzanas) y Melones (melones) como "monedas", caminando un cierto número de pasos en el modo "Full Marathon" o completando desafíos de bonificación.[14]

#### Versión para Wii U
- Eventos de Duelo: Es un modo en el que los jugadores pueden elegir sólo tres deportes en concreto: rugby, fútbol o voleibol de playa. Durante los enfrentamientos, es posible utilizar ítems como Bullet Bill o las Esmeralda Caos, y al acertar a los oponentes con ataques directos o con objetos se ganan "Puntos de Duelo", pero solo se pueden añadir al marcador tras marcar un gol o en un punto específico (dependiendo del deporte).[13]

- Heroes Showdown: para activar este modo se debe, o bien conseguir el primer lugar en todos los eventos del modo un jugador, o ganar más de siete veces la medalla de bronce en los torneos. En Heroes Showdown, el objetivo es juntar el mejor equipo de Mario o el equipo de Sonic para llevar a cabo partidas de eliminación; los eventos deportivos son elegidos aleatoriamente por el CPU, y al final de cada partida un personaje del equipo perdedor es eliminado de la competición. Venciendo en las partidas, se liberan trajes para mejorar los atributos de los Mii, existiendo un total de 400 piezas diferentes, que van desde piezas de Carnaval hasta trajes para los personajes.[13]

- Playa de Río: Es un área que sirve como portal de energía para los distintos modos de juego, y tiene lugar en una playa de Río de Janeiro. Es posible ver un desfile de Carnaval con carrozas alegóricas y personajes de las series de Mario y Sonic, además de competir contra otros personajes en Torneos Olímpicos. Es importante tomar en cuenta que este modo de juego no está permitido para el multijugador en línea.

### Deportes
El juego tiene catorce modalidades deportivas olímpicas, y cada una de ellas lleva una versión "Plus Event", con objetivos distintos.

### Personajes
| Equipo Mario | Equipo Sonic | Mixtos |
| --- | --- | ------ |
| Mario, Princesa Peach, Luigi, Princesa Daisy, Birdo*/**, Bowsy, Bowser, Donkey Kong, Yoshi, Wario, Waluigi, Diddy Kong*, Huesitos*/**, Ludwig von Koopa*/**, Caco Gazapo*, Estela*, Dry Bowser*, Roy Koopa*, Larry Koopa*, Wendy O. Koopa*, Toad*/***, Boom Boom*/***. | Sonic the Hedgehog, Miles "Tails" Prower, Amy Rose, Knuckles the Echidna, Cream the Rabbit*, Vector the Crocodile, Espio the Chameleon*, Blaze the Cat, Metal Sonic, Silver the Hedgehog, Shadow the Hedgehog, E-123 Omega*/**, Dr. Eggman, Dr. Eggman Nega*/**, Wave the Swallow*, Sticks the Badger*, Jet the Hawk*, Zavok*, Zazz* i Rouge the Bat*. | Mii    |
| *Personaje que se estrena en la serie. **Exclusivo de la versión para 3DS. ***Exclusivo de la versión de Wii U. | |        |

Los personajes exclusivos para ciertos deportes son: Diddy Kong (rugby de siete), Caco Gazapo (100 m), Wendy (natación 100 m estilo libre), Larry (saltos), Rosalina/Estela (gimnasia rítmica), Toad (4x100 metros), Bowsitos (lanzamiento de jabalina); Jet (fútbol), Rouge (voleibol de playa), Wave (ciclismo), Espio (triple salto), Zavok (boxeo), Sticks (tiro con arco) y Zazz (tenis de mesa).

### Compatibilidad con amiibo
La versión para nintendo 3DS es compatible con las figuras amiibo, concretamente las de Mario, Sonic y Dr. Mario (de la serie Super Smash Bros.), Mario y Mario Dorado (serie Super Mario) y Classic Colours Mario y Moderno Colours Mario (Super Mario Bros. 30th Aniversario). Estos amiibo pueden ser utilizados para aumentar los atributos de su personaje con nuevos trajes, pero hay un importante detalle a ser considerado: sólo se puede utilizar cada figura amiibo por 24 horas.
Mario & Sonic en los Juegos Olímpicos Río 2016 para Wii U es compatible con todas las figuras amiibo ya lanzadas, pero solo las de Mario y Sonic liberan algo especial. La de Mario desbloquea la "Mario League", donde el personaje tiene que competir contra los personajes Mario en una serie de eventos, donde se gana un traje de Mario si al final resulta victorioso. La de Sonic es del mismo tipo excepto que se sustituye a "Mario" por "Sonic". Con los demás amiibo se ganan Monedas o Anillos que pueden ser utilizados para adquirir trajes adicionales para los personajes en la tienda "Item Stand".

## Edición Arcade
La versión para máquinas recreativas Árcade de Mario & Sonic en los Juegos Olímpicos Río 2016, estaría disponible para los jugadores japoneses desde el 17 de julio de 2015, en los locales Club SEGA Akihabara y SEGA World Kasai, hasta el 20 de julio. El sitio web 4Gamer público más información sobre esta edición. Del 16 al 20 de noviembre también estuvo disponible una demo en la feria IAAPA 2015.
El 24 de julio de 2015 Sega anunció que la versión final saldría en la primavera de 2016 en Japón y en América del Norte entre enero y febrero de 2016. Sin embargo, acabó saliendo el 25 de febrero de 2016 en dos ediciones: uno que soporta hasta cuatro jugadores y lleva mini-pantallas y mini-cámaras, y la otra con apoyo de dos jugadores y se puede jugar con o sin las mini-pantallas.
Cada máquina ofrece una plataforma con un espacio adecuado para los pies, que funciona de manera similar al periférico Wii Balance Board. Los gabinetes también vienen con rieles laterales para apoyar las manos y mantener el equilibrio durante ciertas pruebas. Los controles del panel llevan dos grandes palancas rojas de árcade, con un botón de color azul claro incrustado en cada porción como Inicio. Para jugar el juego de la versión demo cuesta 200 yenes de crédito, y permite jugar tres deportes diferentes; el resultado del desempeño del jugador anuncia el final de la sesión. Es posible jugar en modo multijugador local con hasta cuatro jugadores al mismo tiempo (en la versión final del árcade); si los jugadores eligen diferentes deportes, la máquina decidirá un evento aleatorio.
Los personajes disponibles son: Mario, Luigi, Peach, Yoshi, Bowser, Bowser Jr., Donkey Kong, Daisy, Wario, Waluigi, Sonic, Tails, Amy Rose, Knuckles, el Dr. Eggman, Shadow, Blaze, Silver, Metal Sonic y Vector. Los eventos deportivos son: la carrera de 100 m (Sonic), el lanzamiento de dardos (Knuckles), lanzamiento de martillo (Bowser), tiro con arco (Dr. Eggman), carrera de 110m con obstáculos (Yoshi), natación 100 m (Amy Rose), gimnasia rítmica (Peach), salto de distancia (Mario), trampolín (Tails) y carrera de 100 m con rotación (Luigi y Tails).

## Desarrollo
Mario & Sonic en los Juegos Olímpicos Río 2016, fue anunciado para las consolas Wii U y Nintendo 3DS en el Nintendo Direct, el 31 de mayo de 2015 dirigido solo al mercado japonés. Un día después se confirmó para América del Norte (en el Nintendo Direct micro) y para Europa (como noticia en su sitio oficial).
El 7 de junio de 2015 se filtraron imágenes pertenecientes a la versión de Wii U, del blog oficial de los Juegos Olímpicos de 2016.
La tienda Gamefly, conocida por filtrar rumores ciertos, aseguró que en América del Norte el juego sería publicado por Nintendo, que la versión de 3DS saldría el 31 de diciembre de 2016 y que la de Wii U saldría en una fecha por anunciar.
En la Electronic Entertainment Expo 2015, el 15 de junio, se confirmó que saldría en 2016. También se publicó la carátula europea provisional, que revela el uso de los amiibo.
En las páginas de videojuegos Nintendo of Europe, estos tenían fecha del 18 de junio, se muestra que tanto las versiones de Wii U como la de 3DS serán lanzadas en formato físico en 2016, pero la versión digital para la Wii U sería lanzada el 9 de agosto de 2016, algo inusual ya que los juegos de esta serie suelen salir antes de que tengan lugar los Juegos Olímpicos, no cuando ya se están llevando a cabo. Además, en la página de Próximos juegos continúa apareciendo con fecha por anunciar, pero se cambió a 2016. El 14 de noviembre de 2015, en Nintendo Direct, la versión de 3DS se confirmó para un lanzamiento el 18 de febrero de 2016 en Japón. Se publicó la carátula japonesa provisional en un anuncio de Amazon.com.
El videojuego tiene versión para máquina recreativa en Japón.
Nintendo of Japan liberó el 28 de diciembre de 2015 un nuevo tráiler de Mario & Sonic en los Juegos Olímpicos de Río 2016 para Nintendo 3DS, ofreciendo una visión general de los modos de juego, los personajes jugables, eventos deportivos, Dream Events (eventos temáticos de las series Mario y Sonic), y como las figuras amiibo compatibles son utilizadas en el juego. También se inauguró la web oficial japonesa del juego, que estaría llena de nuevas informaciones sobre el juego, incluyendo su modo historia, el modo Champions Road, y también el curioso mundo Full Marathon.
El 12 de enero Nintendo of America anunció que la versión de 3DS saldría el 18 de marzo de 2016. El 13 de enero se publicaron nuevas imágenes relacionadas con el juego. El 21 de enero se publicó la carátula norteamericana definitiva del juego, y revela que la ESRB le ha dado la calificación de no recomendado para menores de 10 años (Everyone + 10).
Con la publicación de un par de anuncios publicitarios japoneses, se oficializó que estaba disponible la pre-descarga del juego en la eShop japonesa.
El 10 de febrero se publicó con un mensaje oficial en Twitter que el 8 de abril de 2016 saldría en formato físico y digital para la versión de 3DS en Europa. En Australia y Nueva Zelanda saldría un día más tarde.
En una feria estadounidense de juguetes se enseñó un folleto que indicaba que la versión de Wii U del juego tenía que salir en Norteamérica en junio. El juego debía salir en Brasil simultáneamente a su liberación en América del Norte.
El Nintendo Direct del 3 de marzo, hizo público que la versión de Wii U saldría el 23 de junio en Japón y el 24 en América del Norte y Europa.
El 12 de marzo se abrió el sitio web estadounidense oficial, y unos días antes, el europeo. El 29 de marzo se da a conocer que el estudio japonés Arzest colaboró con la versión de 3DS del juego. A principios de mayo se hicieron públicas muchas informaciones sobre la versión de Wii U.

## Recepción

### Crítica
La popular revista japonesa Famitsu le dio a la versión de 3DS 18; es 9/8/8/8, una media de 33/40 puntos, mientras que Mario & Sonic en los Juegos Olímpicos de Londres 2012 recibió un 31/40 (Wii) y un 34/40 (3DS) y Mario & Sonic at the Sochi 2014 Olympic Winter Games (Wii U), 34/40.

### Ventas
La versión para 3DS fue la décima más vendida el 24 de febrero de 2016 en la eShop de 3DS japonesa. Del 15 al 21 fue el quinto videojuego más vendido en Japón con 41.736 unidades vendidas. Del 22 al 28 fue el sexto videojuego más vendido con 22.032 unidades. del 29 al 3 de marzo fue quinto vendiendo 18.391 unidades. del 7 al 13 fue el octavo juego más vendido en Japón con 13.408 unidades vendidas. del 14 al 20 de marzo fue el cuarto vendiendo 12.078. del 21 al 27 fue undécimo vendiendo 11.543. del 28 al 3 de abril fue séptimo vendiendo 10.294. del 4 al 10 fue décimo vendiendo 6.666. del 11 al 17 fue décimo con 4.388. del 25 al 1 fue décimo con 4.956 y 149.273 en total. fue el sexto juego más vendido de los de 3DS el 9 de abril en el Reino Unido.

### Marketing
Los que reservaron la versión para Nintendo 3DS en ciertas tiendas de España tenían la posibilidad de recibir un set de imanes de nevera temáticos. quien la reservó en la tienda en línea británica de Nintendo tenía derecho a una réplica de la gorra de 'Mario.
Nintendo of America creó una serie de vídeos en su canal de YouTube a mediados de marzo de 2016 enseñando como Mario y Sonic se entrenan.

## Doblaje
Este es el segundo juego de Mario y Sonic en los Juegos Olímpicos con tener doblaje español.
| Personaje            | Actor de voz      | Actor de voz                 | Actor de voz          |
| Personaje            | Japonés           | Inglés                       | Español               |
| Comentarista         | Fumihiko Tachiki  | Tiago Augusto Souza Barreiro | Fabio Tassone         |
| Mario                | Charles Martinet  | Charles Martinet             | Charles Martinet      |
| Luigi                | Charles Martinet  | Charles Martinet             | Charles Martinet      |
| Wario                | Charles Martinet  | Charles Martinet             | Charles Martinet      |
| Waluigi              | Charles Martinet  | Charles Martinet             | Charles Martinet      |
| Princesa Peach       | Samantha Kelly    | Samantha Kelly               | Samantha Kelly        |
| Toad                 | Samantha Kelly    | Samantha Kelly               | Samantha Kelly        |
| Princesa Daisy       | Deanna Mustard    | Deanna Mustard               | Deanna Mustard        |
| Princesa Rosalina    | Laura Faye Smith  | Laura Faye Smith             | Laura Faye Smith      |
| Yoshi                | Kazumi Totaka     | Kazumi Totaka                | Kazumi Totaka         |
| Birdo                | Kazumi Totaka     | Kazumi Totaka                | Kazumi Totaka         |
| Donkey Kong          | Takashi Nagasako  | Takashi Nagasako             | Takashi Nagasako      |
| Diddy Kong           | Katsumi Suzuki    | Katsumi Suzuki               | Katsumi Suzuki        |
| Bowser               | Kenny James       | Kenny James                  | Kenny James           |
| Bowsitos             | Kenny James       | Kenny James                  | Kenny James           |
| Bowser Jr.           | Caety Sagoian     | Caety Sagoian                | Caety Sagoian         |
| Roy                  | Dan Falcone       | Dan Falcone                  | Dan Falcone           |
| Ludwig               | David Goldfarb    | David Goldfarb               | David Goldfarb        |
| Larry                | Michelle Hippe    | Michelle Hippe               | Michelle Hippe        |
| Wendy                | Ashley Flannegan  | Ashley Flannegan             | Ashley Flannegan      |
| Caco Gazapo          | Natsuko Yokoyama  | Natsuko Yokoyama             | Natsuko Yokoyama      |
| Huesitos             | Toru Asakawa      | Toru Asakawa                 | Toru Asakawa          |
| Sonic the Hedgehog   | Jun'ichi Kanemaru | Roger Craig Smith            | Jonatán López         |
| Miles "Tails" Prower | Ryō Hirohashi     | Colleen O'Shaughnessey       | Graciela Molina       |
| Knuckles the Echidna | Nobutoshi Canna   | Travis Willingham            | Sergio Mesa           |
| Amy Rose             | Taeko Kawata      | Cindy Robinson               | Meritxell Ribera      |
| Shadow the Hedgehog  | Kōji Yusa         | Kirk Thornton                | Manuel Gimeno         |
| Rouge the Bat        | Rumi Ochiai       | Karen Strassman              | Ana Vidal             |
| E-123 Omega          | Taiten Kusunoki   | Jon St. John                 | Albert Vilcan         |
| Jet the Hawk         | Daisuke Kishio    | Michael Yurchak              | Sergio Mesa           |
| Wave the Swallow     | Chie Nakamura     | Kate Higgins                 | Laura Prats           |
| Silver the Hedgehog  | Daisuke Ono       | Quinton Flynn                | Ángel de Gracia       |
| Blaze the Cat        | Nao Takamori      | Laura Bailey                 | Carmen Ambrós         |
| Sticks the Badger    | Aoi Yūki          | Nika Futterman               | Carmen Ambrós         |
| Vector the Crocodile | Kenta Miyake      | Keith Silverstein            | Alfonso Vallés        |
| Espio the Chameleon  | Yūki Masuda       | Matthew Mercer               | Dani Albiac           |
| Charmy Bee           | Yōko Teppōzuka    | Colleen O'Shaughnessey       | Graciela Molina       |
| Cream the Rabbit     | Sayaka Aoki       | Michelle Ruff                | Geni Rey              |
| Big the Cat          | Takashi Nagasako  | Kyle Hebert                  | Santi Lorenz          |
| Doctor Eggman        | Kotaro Nakamura   | Mike Pollock                 | Francesc Belda        |
| Doctor Eggman Nega   | Chikao Ōtsuka     | Mike Pollock                 | Francesc Belda        |
| Orbot                | Mitsuo Iwata      | Kirk Thornton                | Albert Vilcan         |
| Cubot                | Wataru Takagi     | Wally Wingert                | Xadi Mouslemeni Mateu |
| Zavok                | Jōji Nakata       | Travis Willingham            | Miguel Ángel Jenner   |
| Zazz                 | Yutaka Aoyama     | Liam O'Brien                 | Rafael Parra          |

Nota: Se utilizó archivos de voz de Chikao Ōtsuka sobre Eggman Nega y de Jon St. John sobre Omega.